# Ampelocissus winkleri
Ampelocissus winkleri är en vinväxtart som beskrevs av Carl Karl Adolf Georg Lauterbach. Ampelocissus winkleri ingår i släktet Ampelocissus och familjen vinväxter. Inga underarter finns listade i Catalogue of Life.